# Closer to You
Closer to You è l'undicesimo album di J.J. Cale, pubblicato dalla Delabel Records nel 1994. Il disco fu registrato al Capitol Studios di Los Angeles, California (Stati Uniti).

## Tracce
1. Long Way Home – 2:50 (J.J. Cale)
2. Sho-Biz Blues – 3:39 (J.J. Cale)
3. Slower Baby – 5:00 (J.J. Cale)
4. Devil's Nurse – 3:45 (J.J. Cale)
5. Like You Used To – 3:02 (J.J. Cale)
6. Borrowed Time – 4:13 (J.J. Cale)
7. Rose in the Garden – 3:00 (J.J. Cale)
8. Brown Dirt – 3:26 (J.J. Cale)
9. Hard Love – 4:18 (J.J. Cale)
10. Ain't Love Funny – 2:43 (J.J. Cale)
11. Closer to You – 2:46 (J.J. Cale)
12. Steve's Song – 4:02 (J.J. Cale)

## Musicisti
Brano 1
- J.J. Cale  - chitarra, voce
- Don Preston  - chitarra
- Bill Payne  - pianoforte, organo
- Tim Drummond  - basso
- James Cruce  - batteria
- Jim Karstein  - batteria, percussioni
- Christine Lakeland  - accompagnamento vocale, coro
- Leslie Taylor - accompagnamento vocale, coro

Brano 2
- J.J. Cale - chitarra, voce
- Don Preston - chitarra
- Bill Payne - pianoforte, organo
- Tim Drummond - basso
- James Cruce - batteria
- Jim Karstein - batteria, percussioni

Brano 3
- J.J. Cale - chitarra, voce, sintetizzatore
- Jim Karstein - batteria, percussioni

Brano 4
- J.J. Cale - chitarra, voce, sintetizzatore

Brano 5
- J.J. Cale - chitarra, voce
- Don Preston - chitarra
- Bill Payne - pianoforte, organo
- Tim Drummond - basso
- James Cruce - batteria
- Jim Karstein - batteria, percussioni

Brano 6
- J.J. Cale - chitarra, voce
- Don Preston - chitarra
- Bill Payne - pianoforte, organo
- Spooner Oldham - organo
- Tim Drummond - basso
- James Cruce - batteria
- Jim Karstein - batteria, percussioni

Brano 7
- J.J. Cale - chitarra, voce
- Don Preston - chitarra
- Bill Payne - pianoforte, organo
- Tim Drummond - basso
- James Cruce - batteria
- Jim Karstein - batteria, percussioni
- Nancy Stein - violoncello
- Marcy Dicterow-Vaj - viola
- Sid Page  - violino
- Christine Lakeland - accompagnamento vocale, coro

Brano 8
- J.J. Cale - chitarra, voce, sintetizzatore

Brano 9
- J.J. Cale - chitarra, voce, sintetizzatore

Brano 10
- J.J. Cale - chitarra, voce
- Christine Lakeland - chitarra, accompagnamento vocale, coro
- Garth Hudson - accordion
- Doug Atwell - violino
- Tim Drummond - basso
- Jim Keltner - batteria

Brano 11
- J.J. Cale - chitarra, voce, sintetizzatore

Brano 12
- J.J. Cale - chitarra
- Christine Lakeland - chitarra
- Don Preston - chitarra
- Bill Payne - pianoforte, organo
- Spooner Oldham - organo
- Lee Allen - sassofono
- Steve Madaio  - tromba
- George Bohanon  - trombone
- Larry Taylor  - basso acustico
- Tim Drummond - basso
- James Cruce - batteria
- Jim Keltner - batteria
- Jim Karstein - batteria, percussioni